# Tạ Khoa
Tạ Khoa là một xã thuộc huyện Bắc Yên, tỉnh Sơn La, Việt Nam.
Xã có diện tích 74,56 km², dân số năm 2008 là 3.729 người, mật độ dân số đạt 50 người/km².